# Benz 16/35 PS
Der Benz 16/35 PS war der Nachfolger des Benz 20/35 PS. Noch 1912 wurde der 16/35 PS durch den Benz 16/40 PS ersetzt.
Der 16/35 PS war mit einem Vierzylinder-Reihenmotor mit 3950 cm³ Hubraum ausgestattet, der 35 PS (26 kW) bei 1600 min−1 entwickelte. Die Motorkraft wurde, über eine Lederkonuskupplung, an ein Vierganggetriebe weitergeleitet und von dort über eine Kardanwelle an die Hinterräder. Die Höchstgeschwindigkeit lag bei 80 km/h, der Benzinverbrauch bei 20 l / 100 km.
Der noch im Erscheinungsjahr des 16/35 PS aufgelegte Nachfolger 16/40 PS besaß einen gleich großen Motor, der aber 40 PS (29 kW) bei 1700 min−1 abgab. 1913 erschien dann noch ein zweisitziges Sportmodell, dessen ebenfalls gleich großer Motor 52 PS (38 kW) bei 1850 min−1 oder gar 60 PS (44 kW) bei 2600 min−1 erreichte. Dieses Sportmodell fuhr 115 km/h schnell.
Die Fahrzeuge waren nach wie vor mit Holz- oder Drahtspeichenrädern und blattgefederten Starrachsen ausgestattet. Das Fahrgestell kostete ℳ 12.500,--

## Quelle
- Werner Oswald: Mercedes-Benz Personenwagen 1886–1986. 4. Auflage. Motorbuch Verlag, Stuttgart 1987, ISBN 3-613-01133-6, S. 50–51.